# Echemos
Echemos (gr. Ἔχεμος Echemos) – w mitologii greckiej król arkadyjskiej Tegei. Syn Aeroposa, wnuk Cefeusza (Kefeusa), następca Likurga [Paus. VIII, 4, § 7]. Poślubił Timandrę, córkę Tyndareosa i Ledy [Apollod. III, 10, § 6].
Kiedy Heraklidzi na czele z Hyllosem wyprawiali się na Peloponez, natknęli się na achajską armię Atreusa – Hyllos, chcąc uniknąć rozlewu krwi, wyzwał na pojedynek sobie równego przeciwnika [Ant. Lib. 33 – według Ferekydesa; Str. IX, 40, 10]. W przypadku zwycięstwa królestwo miało przypaść Heraklidom, a w przypadku porażki zobowiązali się zaniechać napadów na Peloponez na okres pięćdziesięciu lub stu lat. Wyzwanie podjął Echemos, który zabił w pojedynku Hyllosa [Paus. VIII 5, § 1; 45, § 2; Schol. ad Pind. Ol. X, 79]. Walka toczyła się na granicy między Koryntem a Megarą, w której Hyllos został pochowany [Paus. I, 41, § 3; 44, § 14].
Po przegranej walce Heraklidzi dotrzymali obietnic i powrócili do Dorydy – jedynie w Argos pozostała niewielka grupka Likymniosa i Tlepolemosa. Tegejczykom przyznano zaś przywilej dowodzenia jednym ze skrzydeł armii peloponeskiej ilekroć mieszkańcy Półwyspu podejmą wyprawę przeciw obcej armii [Herod. IX, 26; Diod. IV, 58]. Walka między Echemosem a Hyllosem została przedstawiona na grobowcu Echemosa w Tegei [Paus. VIII, 53, § 5].
Według Stefana z Bizancjum [hasł. Ἐκαδήμεια] Echemos towarzyszył Dioskurom w wyprawie do Attyki. Plutarch [Thes. 32] podaje jednak inne imiona arkadyjskich towarzyszy Dioskurów w tej wyprawie – Echedemos i Marathos (identyfikowany czasem z Marathonem, herosem eponimicznym Maratonu). Echedemos zwany jest także Akademosem – w Attyce czczono go nieopodal Aten nad Kefissosem, a od jego imienia pochodzi słowo „akademia”.